# Coreus
A Coreus a rovarok (Insecta) osztályának félfedelesszárnyúak (Hemiptera) rendjébe, ezen belül a poloskák (Heteroptera) alrendjébe és a karimáspoloskák (Coreidae) családjába tartozó nem.

## Rendszerezés
A nembe az alábbi 2 faj tartozik:
- közönséges karimáspoloska (Coreus marginatus) (Linnaeus 1758) - típusfaj
- Coreus spinigerus Liu & Zheng, 1994

## Fordítás
- Ez a szócikk részben vagy egészben  a   Coreus című angol Wikipédia-szócikk ezen változatának fordításán alapul.  Az eredeti cikk szerkesztőit annak laptörténete sorolja fel. Ez a jelzés csupán a megfogalmazás eredetét és a szerzői jogokat jelzi, nem szolgál a cikkben szereplő információk forrásmegjelöléseként.
- Ez a szócikk részben vagy egészben  a   Coreus című francia Wikipédia-szócikk ezen változatának fordításán alapul.  Az eredeti cikk szerkesztőit annak laptörténete sorolja fel. Ez a jelzés csupán a megfogalmazás eredetét és a szerzői jogokat jelzi, nem szolgál a cikkben szereplő információk forrásmegjelöléseként.